# Prêmio Saci
Le Prêmio Saci (Prix Saci) est un prix brésilien créé dans les années 1950. Il est destiné à récompenser des artistes du cinéma et du théâtre. Dans les années 1950 et 1960, c'est la plus importante récompense brésilienne du cinéma.
Le prix est une statuette représentant le saci, figure populaire du folklore brésilien, suggérée par un lecteur dans le cadre d'un concours ouvert par le journal O Estado de S. Paulo. Le trophée a été sculpté par le plasticien italo-brésilien Victor Brecheret.

## Liste de lauréats
- 1953 et 1955 : Inezita Barroso (en)
- 1956 : Tônia Carrero (en)
- 1956 : Walmor Chagas
- 1962 : Cyro Del Nero (en) [4]
- 1962 : Jorge Dória [5]
- 1966 : Ferreira Gullar
- 1953 : Eliane Lage (pt) pour son travail dans le film Sinhá Moça (en)
- 1957 : Odete Lara (en)
- 1955 : Nydia Licia (pt) [6]
- 1952 : Osvaldo Moles
- 1954 : Rachel de Queiroz, pour son travail Lampião
- 1953 : Mário Sérgio (pt) pour son travail dans le film Luz Apagada (en) (Lumière Éteinte)
- 1953 : Ruth de Souza
- 1956 : Eva Wilma (en) [7]

## Illustrations

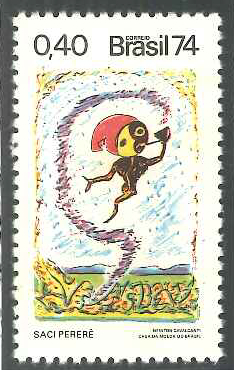
Un Saci Pererê sur un timbre de 1974.
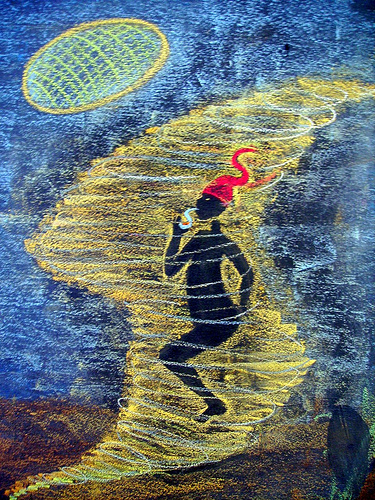
Un Saci Pererê, illustration de J. Marconi, 2007.